# Masterplan (televisieprogramma)
Masterplan was een realityserie die in het najaar van 2003 de opvolger van Big Brother bij Yorin moest worden.

## De opzet van het programma
De Endemol-productie Masterplan had eerder al succes gehad in Portugal. Kandidaten aan het programma(Players) geven voor een bepaalde periode de regie van hun leven uit handen aan de 'Master'. Hiervoor moesten ze een contract tekenen. Voor hen wordt de scheidslijn tussen werkelijkheid en hun gecreëerde leven daarmee onduidelijk. De Master geeft allerlei opdrachten die de kandidaten op basis van hun contract verplicht dienen uit te voeren. Daar kunnen extreme verzoeken bij zitten, tot het verbreken van een relatie aan toe. Wie de opdrachten perfect uitvoert krijgt punten. Camera's (verborgen en openlijk) leggen de verrichtingen van de kandidaten 24 uur per dag vast. Endemol verkocht het programma ook aan de VS en Zweden.
Voor iedere Player werd letterlijk een masterplan gemaakt, afgestemd op zijn eigen mogelijkheden, angsten en interesses. De wijze waarop de Master gestalte kreeg kon ook per Player verschillen. Meestal werden de opdrachten per sms of telefoon gegeven.
Volgens producent Paul Römer moest Masterplan de grote broer van Big Brother worden en was het meer een dramaproductie dan reality-tv. Het programma was drie keer per week op tv, met een compilatie op zaterdag. Het was niet live via internet te volgen. Hoofdredacteur was Hummie van der Tonnekreek. De presentatie was in handen van Peter Tuinman.

## Verloop
Masterplan startte op 29 september 2003 en zou 39 weken gaan duren. De eerste twee players waren Jordy en Michel. Jordy was 30 jaar en woonde in een kraakpand. Hij was het meest te vinden op het strand waar hij surflessen gaf. De 25-jarige Michel werkte in het zakenleven en was zelfstandig ondernemer. Jordy kreeg de macabere opdracht zich voor dood te houden en te kijken hoe zijn omgeving zou reageren. Hij moest zijn testament opmaken en dat werd door hemzelf, met behulp van een eerder opgenomen video, aan zijn familie en vrienden voorgelezen.
De derde Player, Harry, bleef hangen in de derde level. Een andere Player, die wilde ontdekken of ze echt de controle uit handen kon geven, kreeg de opdracht  onmiddellijk met de bus maar een voor haar onbekende locatie te reizen; ze stapte na aankomst meteen uit het spel. Michel ging tot de zesde level en maakte uiteindelijk toch een fout zodat het ook voor hem Game Over was. Jordy overleefde alle 7 levels en werd daarmee de winnaar van Masterplan. De opnames van Masterplan werden nooit uitgezonden.
Het aantal kijkers viel tegen. De eerste aflevering werd door 236.000 mensen bekeken. Het gemiddelde zakte al snel naar 158.000 kijkers. Hierdoor werd de zondagsuitzending per oktober geschrapt. Al snel werd het programma nog maar één keer uitgezonden. Op 16 oktober 2003 stopte men met het programma.